# Moshe Brawer
Moshe Brawer (Vienna, 3 novembre 1919 – Ramat Gan, 28 dicembre 2020) è stato un geografo israeliano.

## Biografia
Si laureò all'Università Ebraica di Gerusalemme e conseguì il dottorato di ricerca a Londra.
Realizzò 21 atlanti in 21 lingue differenti. Nel 2002 vinse il Premio Israele per la geografia.
È morto a 101 anni sul finire del 2020.